# Притцир
Притцир (нем. Pritzier) — община в Германии, в земле Мекленбург-Передняя Померания.
Входит в состав района Людвигслуст. Подчиняется управлению Хагенов-Ланд.  Население составляет 484 человека (на 31 декабря 2010 года). Занимает площадь 19,29 км².
Коммуна подразделяется на 3 сельских округа.